# Klaus Hennig (Physiker, 1934)
Klaus Hennig (* 16. Dezember 1934 in Plauen; † 19. Dezember 2020) war ein deutscher Physiker.

## Leben
Klaus Hennig studierte von 1956 bis 1962 Angewandte Mechanik an der Technischen Universität in  Dresden und arbeitete danach am Zentralinstitut für Mathematik und Mechanik der Deutschen Akademie der Wissenschaften zu Berlin, der späteren Akademie der Wissenschaften der DDR (AdW), wo er 1974 Abteilungsleiter wurde.
Im Jahr 1976 wurde er zum Professor für Festkörpermechanik und zugleich zum stellvertretenden Direktor des Zentralinstituts für Mathematik und Mechanik ernannt. Direktor des Instituts war in dieser Zeit der Mathematiker Klaus Matthes.
Nach der Aufspaltung des bisherigen Zentralinstituts für Mathematik und Mechanik in zwei eigenständige Institute wurde Klaus Hennig im Januar 1981 zum Direktor des neu gegründeten Instituts für Mechanik ernannt; diese Funktion hatte er bis 1986 inne. Seine Mitgliedschaft bei der Akademie der Wissenschaften der DDR bestand von 1982 bis 1992.
Im Februar 1987 nutzte Klaus Hennig eine Dienstreise, um in der Bundesrepublik Deutschland zu bleiben. Nach wenigen Wochen kehrte er jedoch über Wien in die DDR zurück. Die kurzzeitige Flucht hatte für ihn keine Folgen. Er blieb in Amt und Würden.
1987 wechselte er in das Zentralinstitut für Isotopen- und Strahlenforschung, 1991 in den vorzeitigen Ruhestand.
1993 gehörte er zu den Gründungsmitgliedern der Leibniz-Sozietät der Wissenschaften zu Berlin, wo er sich in der Klasse Naturwissenschaften engagierte.
Seine Forschungsgebiete waren Festkörpermechanik und Zuverlässigkeit mechanischer Systeme.

## Schriften
- Hennig, Klaus: Zur Schwingungsberechnung von Seilnetzwerken in Sektion Grundlagen des Maschinenwesens, Technische Universität Dresden, Habil.-Schr. B 1971 - SLUB Dresden
- Hermann Friedrich, Klaus Hennig: Zur Berechnung von Überschreitenswahrscheinlichkeiten AdW Berlin, Zentralinstitut für Mathematik und Mechanik, 1979 - D-NB
- Winfried Heinrich, Klaus Hennig: Zufallsschwingungen mechanischer Systeme Akademie-Verlag Berlin, 1978 - SLUB Dresden google books
- Hennig, Klaus (Hrsg.): Random vibrations and reliability : proceedings of the IUTAM symposium, held at Frankfurt/Oder (GDR) from October 31 - November 6, 1982 Akademie-Verlag Berlin, 1983 - D-NB
- Hennig, Klaus: 1. Mechanik-Kongress der DDR : Programm und Vortragsauszüge ; Karl-Marx-Stadt, 31. Oktober - 4. November 1983, Institut für Mechanik der AdW  - WorldCat
- Klaus Hennig, Bernd Michel: Karl-Marx-Städter Seminare über Festkörpermechanik und Bruchmechanik, Band 5, Institut für Mechanik der AdW, 1985 - google books
- Beckmann, Gottfried: Zuverlässigkeits- und Instandhaltungsmodelle für Systeme mit weibullverteilter Funktionsdauer / Akademie der Wissenschaften der DDR, Institut für Mechanik. G. Beckmann ... (Hrsg. von K. Hennig) Berlin ; Karl-Marx-Stadt : Institut für Mechanik, 1985 - D-NB
- K. Hennig, B. Michel: Karl-Marx-Städter Seminare über Festkörpermechanik und Bruchmechanik, Vorlesungsreihe, Ausgabe 8, Institut für Mechanik der AdW, 1986 - google books
- Klaus Hennig, Bernd Michel: Karl-Marx-Städter Seminare über Festkörpermechanik und Bruchmechanik, Ausgabe 7, Institut für Mechanik der AdW, 1986 - google books